# Actitis

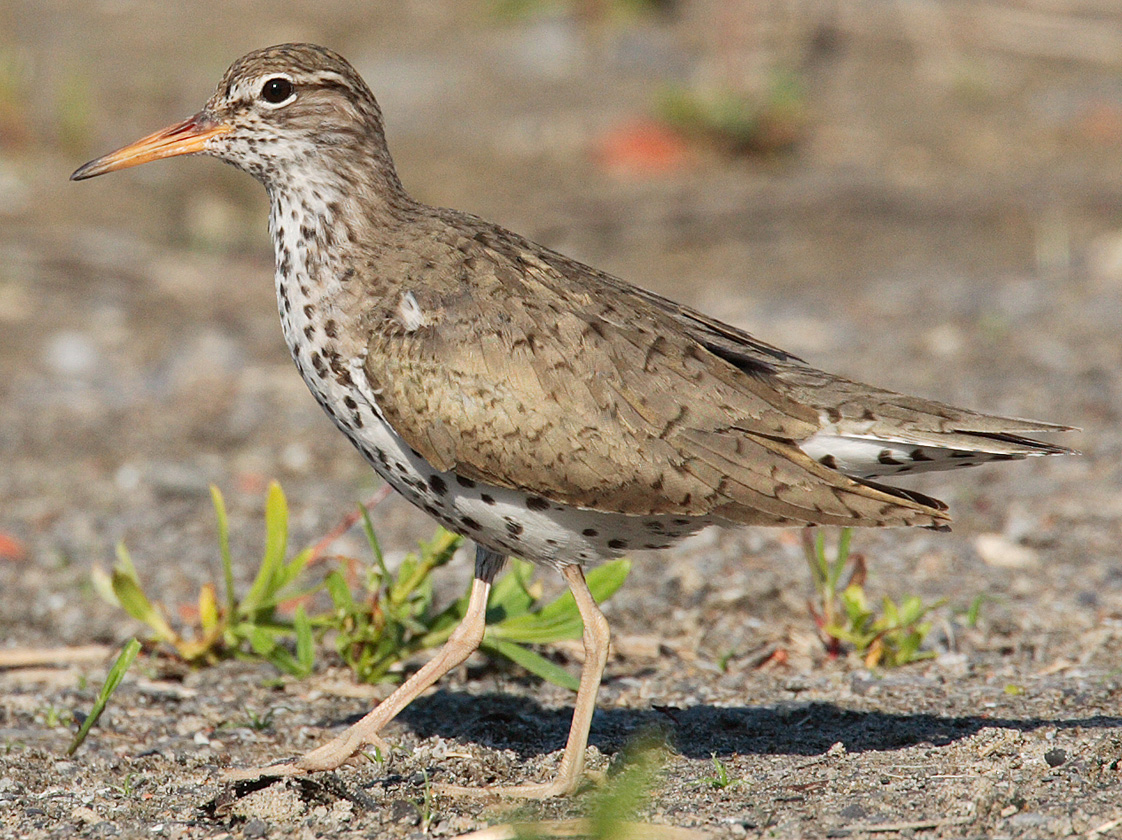
Drosseluferläufer im Prachtkleid

Actitis (deutsch: Uferläufer) ist eine Gattung in der Familie der Schnepfenvögel. Sie enthält nur zwei rezente Arten, von denen eine in der Paläarktis und die andere in der Nearktis verbreitet ist.

## Erscheinungsbild
Ein ausgewachsener Flussuferläufer wird bis zu 22 Zentimeter groß und erreicht eine Flügelspannweite bis zu 40 Zentimeter. Er wiegt 40 bis 80 Gramm. Der Drosseluferläufer ist etwas kleiner und erreicht eine Körperlänge von 18 bis 20 Zentimeter. Die Flügelspannweite beträgt 37 bis 40 Zentimeter. Das Gewicht variiert zwischen 25 und 60 Gramm.
Beide Arten haben eine graubraune Körperoberseite, einen auffallenden weißen Überaugenstreif und einen dunklen Streif, der sich über das Auge bis zum Ohrflecken hinzieht. Beim Flussuferläufer sind die Seiten der Vorderbrust grau und deutlich abgesetzt von der ansonsten weißen Körperunterseite. Beim Drosseluferläufer ist die Körperunterseite auffallend dunkelbraun gefleckt. Die Schnäbel beider Arten sind gerade und nur wenig länger als der Kopf.

## Verbreitungsgebiet
Der Flussuferläufer brütet in Europa und Asien von Großbritannien bis Japan. Der Drosseluferläufer brütet von Alaska bis zur Südküste der Hudson Bay und von dort bis zur Küste Labradors. 
In Mitteleuropa kommt nur der Flussuferläufer vor. Seine Bestände sind seit dem 19. Jahrhundert kontinuierlich zurückgegangen, so dass in vielen Regionen nur noch wenige Restvorkommen erhalten geblieben sind. Der Bruterfolg dieser zum Teil isolierten Restpopulationen ist zu gering, um einen Bestandserhalt ohne Zuwanderung sicherzustellen. An vergleichsweise ungestörten und naturnah gebliebenen Gewässern vor allem in alpinen und subalpinen Bereichen sind die Bestände seit Jahrzehnten weitgehend stabil. In einigen mitteleuropäischen Regionen gibt es auch wieder Zunahmen. So hat sich der Flussuferläufer seit den 1990er Jahren wieder in den Niederlanden angesiedelt. Er brütet dabei in neu entstandenen Schutzgebieten entlang von Flüssen. Auch in Teilen Ungarns und der Slowakei hat sich gezeigt, dass er beispielsweise neu entstandene Tagebaugewässer und Staubecken zum Teil sehr schnell besiedelt.

## Lebensweise
Die Actitis-Arten fressen vor allem Insekten. Sie werden von der Bodenoberfläche, aber auch zwischen Spalten oder Steinen hervorgeholt. Beide Arten schleichen sich an sich bewegende Beutetiere in einer Weise an, die an die Jagdweise von Reihern erinnert.
Beide Arten sind Bodenbrüter, die ein gut verstecktes Bodennest meist in der Nähe von Wasser errichten. Das Gelege besteht beim Flussuferläufer gewöhnlich aus vier großen, bräunlichen Eiern, die mit zahlreichen dunklen Punkten und Flecken besetzt sind. Das Gelege des Drosseluferläufers besteht aus drei bis fünf hell rötlichbraunen Eiern. Beim Flussuferläufer brüten beide Elternvögel, beim Drosseluferläufer nur dann, wenn es sich um eine monogame Paarbeziehung handelt. Drosseluferläufer sind teilweise polyandrisch und in diesem Fall verlässt das Weibchen das Brutrevier nach der Eiablage. Hier zieht das Männchen dann die Jungvögel auf.

## Belege

### Einzelbelege
1. 1 2 3  Richard Sale: A Complete Guide to Arctic Wildlife, S. 216
2. ↑  Hans-Günther Bauer, Einhard Bezzel und Wolfgang Fiedler (Hrsg.): Das Kompendium der Vögel Mitteleuropas: Alles über Biologie, Gefährdung und Schutz. Band 1: Nonpasseriformes – Nichtsperlingsvögel, S. 493 und S. 494
3. ↑  Hans-Günther Bauer, Einhard Bezzel und Wolfgang Fiedler (Hrsg.): Das Kompendium der Vögel Mitteleuropas: Alles über Biologie, Gefährdung und Schutz. Band 1: Nonpasseriformes – Nichtsperlingsvögel, S. 494